# Ritonia rosea
Ritonia rosea är en akantusväxtart som beskrevs av Raymond Benoist. Ritonia rosea ingår i släktet Ritonia och familjen akantusväxter. Inga underarter finns listade i Catalogue of Life.